# De Legende van de Bokkerijders
De Legende van de Bokkerijders is een Nederlandse jeugdserie die van 22 oktober 1994 tot 14 januari 1995 werd uitgezonden door de KRO. De serie is een Nederlandse, Belgische en Duitse coproductie. Het is gebaseerd op de boeken van Ton van Reen over de Bokkenrijders en dan vooral het eerste deel: Ontsnapt aan de galg (1986).

## Verhaallijn
De serie vertelt het verhaal over de Limburgse boerenfamilie Cremers. Het gezin, dat bestaat uit drie kinderen (Driek, Martien en Lotteke), heeft het niet makkelijk. Het heeft weinig geld en kan de schout niet betalen als hij de belastingen komt innen. Bovendien is Lotteke erg ziek. Martien vindt het onrechtmatig en wil zijn zieke zusje graag helpen. Zijn oom Lei vertelt dat dat alleen kan door een reis te maken 'naar de Witte Bergen'. Martien besluit het door de schout ingezamelde belastinggeld te stelen om zo de reis te kunnen betalen. Het geld ligt in de kluis van de kerk opgeslagen en als hij bezig is al het geld te pakken, wordt hij betrapt door de pastoor. Die luistert naar het relaas van Martien en zegt dat hij het geld mag meenemen, op één voorwaarde: wat overblijft moet terug naar de boeren. Martien belooft het en gaat met het geld snel naar huis waar hij het verstopt.
De volgende dag komt de schout achter de roof en die besluit dat de pastoor de dader moet zijn. Martien schrikt hier erg van als hij het hoort en wil de roof bekennen. Oom Lei zegt dat hij zich geen zorgen hoeft te maken en dat de pastoor bevrijd zal worden.
De pastoor wordt schuldig bevonden en ter dood veroordeeld. Bij de terechtstelling krijgt Martien het moeilijk en wil bekennen. Juist als hij dat zal gaan doen verschijnt de Zwarte Kapitein van de Bokkenrijders ten tonele. Die bevrijdt de pastoor. Martien is opgelucht. Thuis blijkt echter dat het geld niet meer op de geheime plek ligt. Hij verdenkt zijn oom Lei ervan het te hebben meegenomen. Martien confronteert hem ermee, maar krijgt niks anders dan raadsels van zijn oom te horen: "Wat goud is zal lood worden, en wat lood is zal goud worden."
De Zwarte Kapitein heeft de pastoor naar een veilige schuilplaats gebracht, waar hij wordt verzorgd door de chirurgijn uit het dorp, Joseph Kirchhoffs. De pastoor vertelt aan de Zwarte Kapitein dat hij het geld niet heeft, maar Martien en wat Martien ermee van plan is. De Kapitein besluit Martien te helpen, al houden de Bokkenrijders zelf ook een deel.
De Bokkenrijders gaan dus ook op zoek naar het geld, en als ze een gouden bok vinden bij Lei, lijkt het erop dat ze het gevonden hebben. Ze worden echter betrapt door de schout en een paar worden opgepakt, maar de Zwarte Kapitein kan ontkomen.
De schout organiseert een publieke terechtstelling, er van overtuigd dat de Zwarte Kapitein zal proberen zijn mannen van de galg te redden. Hij verdenkt Kirchhoffs ervan de Kapitein te zijn en nodigt de hem expliciet uit om de terechtstelling bij te wonen.
Als Kirchhoffs de pastoor weer gaat verzorgen, bekent hij hem inderdaad de Zwarte Kapitein te zijn en legt zijn dilemma uit. Hij bekent ook zijn identiteit aan Anna, een vrouw van wie hij kruiden krijgt voor zijn medicijnen en voor wie hij een zwak heeft. Anna besluit dat de pastoor zich moet vermommen als Zwarte Kapitein, zodat Kirchhoffs als gast van de schout er gewoon bij kan zijn. Het lukt ze de schout te overmeesteren en de gevangen Bokkenrijders te bevrijden.
Ze vinden uiteindelijk het geld bij de kanunnik. Lei heeft namelijk zijn klok gerepareerd en ondertussen de loden gewichten vervangen door gouden (het omgesmolten geld). De raadsels blijken waar te zijn: lood wordt goud en andersom en "Onder de vleugels van een engel, wacht het goud de uren af". De serie eindigt met Martien en zijn zusje, op weg naar de Witte Bergen, samen met de zigeuners. Ze krijgen nog een afscheidsgroet van de Zwarte Kapitein.

## Rolverdeling
- Gene Bervoets ... Joseph Kirchhoffs / Zwarte kapitein
- Lennert Hillege ... Martien Kremers
- Fidesse Hunter ... Anna Swinkels
- Hugo Metsers ... Schout
- Huib Broos ... Kanunnik
- Arthur Brauss ... Pastoor
- Hero Muller ... Stem van de pastoor
- Joost Prinsen ... Lei de tinnengieter
- Philipp Zafirakis ... Wolf
- Michelle Sparnaay ... Lotteke Kremers
- Aisa Lafour ... Aranka
- John Leddy ... Klerk
- Elisabeth Kaza ... Mama Maraya
- Leslie de Gruyter ... Vader Kremers
- Wim Bax ... Driek Kremers
- Peter Bolhuis ... Grauwe Beul
- Filip Bolluyt ... van Gaal
- Guus Dam ... van Brakel
- Eduard Hooft ... Rakker
- Rineke Koek ... Moeder Kremers
- Bert Luppes ... Geraerts
- Han Oldigs ... Theo
- Mark Ram ... Broeder Joshua
- Guy Sonnen ... Theu
- Pier van Brakel ... Oude Anthonie
- Freark Smink ... Henry le Groit
- Bartho Braat ... De Bree